# Adraste (fils de Mérops)
Pour les articles homonymes, voir Adraste (homonymie).
 (octobre 2023).
- Si vous ne connaissez pas le sujet, laissez ce bandeau (vous pouvez alors contacter les auteurs).
- Si vous supprimez le contenu mis en cause (vous pouvez préalablement contacter les auteurs),

argumentez précisément cette suppression dans la page de discussion
(un manque de référence n'est pas un argument ; une recherche réelle de référence doit avoir été effectuée, être formellement documentée).
Adraste est un personnage de l'Iliade, frère d’Amphion et fils du devin Mérops. Ce dernier, après avoir lu la mort prochaine de ses deux fils, tenta de les empêcher de partir à la guerre. Mais refusant d'écouter leur père, ils partirent secourir Troie qui était alors assiégée par les Grecs. Il bâtit la ville d’Adrastea (ou Adrastée). On raconte qu’il y sera tué par Patrocle, ou dans d’autres versions par Diomède[source insuffisante].